# Lin (växt)
Lin (Linum usitatissimum) är en jordbruksgröda, som finns av två olika slag:
- Oljelin är lågväxt och rikt förgrenat; dess frön kan pressas för att producera linolja.
- Spånadslin har långa strån utan förgreningar; dess fibrer kan användas för att producera linne.

## Beskrivning
Följande text avser spånadslin.
Spånadslin har långa, ogrenade stjälkar upp till 1,4 m långa. Roten är rak och smal, ganska kort och föga förgrenad. Bladen är smala, ca 4 cm långa, och sitter strödda längs stjälken. Blommar juni–augusti med platta, blå blommor i toppen på stjälken. Blommorna är öppna bara vid soligt väder, och då endast några få timmar på förmiddagen. Frukten är en kapsel, som är mogen en månad efter blomningen. Kapseln har tio rum, som alla innehåller ett mörkbrunt, platt 5 mm långt frö. Fröna sväller i fukt och får ett geléaktigt överdrag på ytan. Denna egenskap gör att linfrö kan användas som milt laxermedel. Det går 230 frön på 1 g. 1 kg lingarn kräver 20 kg orepad linhalm.
I Sverige odlas idag mycket lite lin. Det mesta importeras från västeuropa. Inemot 1 000 ton linfrö uppges importerade 2005 från storproducenten Kanada. Gissningsvis rörde det sig om oljelinfrö.
Kromosomtal 2n = 30 och 32.

### Farmakopé
Lin i olika former har funnits i svenska farmakopén fram till åtminstone 1925, eventuellt ända till 1946.
- Semen lini, Lini semen = frön
- Lini testa = "linhuvud", d v s frökapsel
- Linfrögelé
- Linfröolja

### Namnförbistring
Vildlin, Linum  catharticum, är en helt annan art, vars stjälkar ej duger till spånad.
Jungfrulin, Polygala vulgaris, tillhör inte ens linum-växterna, och duger inte den heller till spånad.

## Habitat
Spånadslin finns inte i vilt tillstånd någonstans i världen, annat än stundom förvildat i närheten av en odling. Ursprunget är oklart, men en förmodan är att spånadslin har utvecklats från arter i medelhavsområdet eller sydvästasien.

## Biotop
Soligt i näringsrik lätt lerjord eller lerblandad sandjord. Kreaturgödsling ger dåligt lin.

## Etymologi
- Släktnamnet Linum är växtens namn på latin redan i förkristen tid. Namnet härleds från grekiska linon = lina, linje syftande på det långa strået.
- Artepitetet usitatissimum betyder "det allra mest användbara" eller "det högst nyttiga"; av latin usitatus = bruklig, vanlig.

## Beredning av spånadslin

Kvinnor vid linskörd under 1900-talet.

Linberedning är en omständlig process.
Det första steget är ryckning. I äldre tider gjordes detta manuellt: Stråna dras upp med roten med ena handen. De samlas i den andra handen tills handen inte rymmer fler. Det innebär flera hundra strån. Betecknas med måttet 1 handfull. Med några extra strån ombinds bunten för att hålla den samman. Flera sådana buntar reses mot varandra till en liten pyramid för torkning med förhoppningen att det inte blir regn de närmaste dagarna.
Numera finns särskilda ryckmaskiner för skörden. Vid industriell linberedning skördas genom klippning ovan jord. Roten blir då kvar i jorden.
Begreppet "en handfull" har oegentligt kommit att användas som en samlingsbeteckning för ett obestämt antal = "några", långt mindre än hundratals.
Tidig skörd redan under blomningen ger extra fint batistlin, men inga frön. Skörd 2 à 3 veckor efter blomningen ger lågt fröutbyte. Dessa frön avses som utsäde och torkas till ca 9 % vattenhalt. Skörd 5 à 6 veckor efter blomningen ger gråbrunt lin och mycket frö.
I följande steg ska linet bearbetas kemiskt och mekaniskt genom avstrykning sv fröställningarna (repning), rötning, bråkning, skäktning, och häckling, innan det är klart att spinnas till lingarn.

## Användning
En väv där såväl varpen som inslaget består av lingarn kallas linne. Om endera varpen eller inslaget ersätts av annat slags garn fås halvlinne.
De grövre linfibrer som frånskiljs vid skäktning och häckling kallas blaggarn eller blånor, som kan spinnas till lägre garnkvalitteter eller användas löst som stoppning i kuddar, madrasser o d.
Blånor har använts som tätning mellan stockarna i timmerhus.
Ospunnet lin används av VVS-montörer till gängtätning, och är överlägset bättre än modernare påfund, s k gängtejp av teflon. En anledning är att det vid en lintätad skarv går att lossa åtdragningen något, om det skulle visa sig att riktningen på ansluten rördel behöver ändras. Därefter kan man återdra utan problem. För att ytterligare säkra god tätning kan man före montaget pensla pålindat lin med linolja. I handeln finns även en speciell pasta avsedd som alternativ till linoljestrykning. Skulle man försöka backa och återdra en teflontejpad skarv, kommer den ofelbart läcka.
Torkade linstrån är populära att använda som eterneller.
Lin är Hälsinglands landskapsblomma.

## Bygdemål
| Namn      | Trakt   | Referens | Kommentar                                               |
| --------- | ------- | -------- | ------------------------------------------------------- |
|           |         |          |                                                         |
| Hör, höör |         |          |                                                         |
| Hyr       |         |          |                                                         |
| Lajn      | Dalarna | [ 2 ]    | Kan i Dalarna avse såväl växten som ett tyg av lingarn. |
| Linn      | Skåne   |          |                                                         |

## Bilder

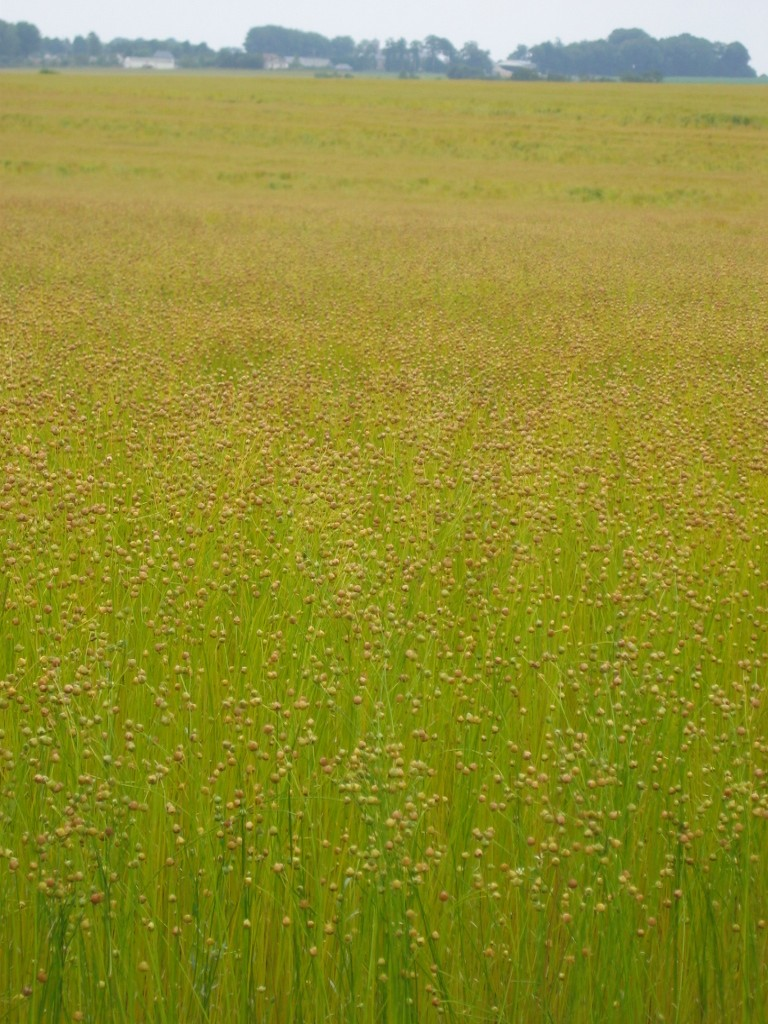
Linåker
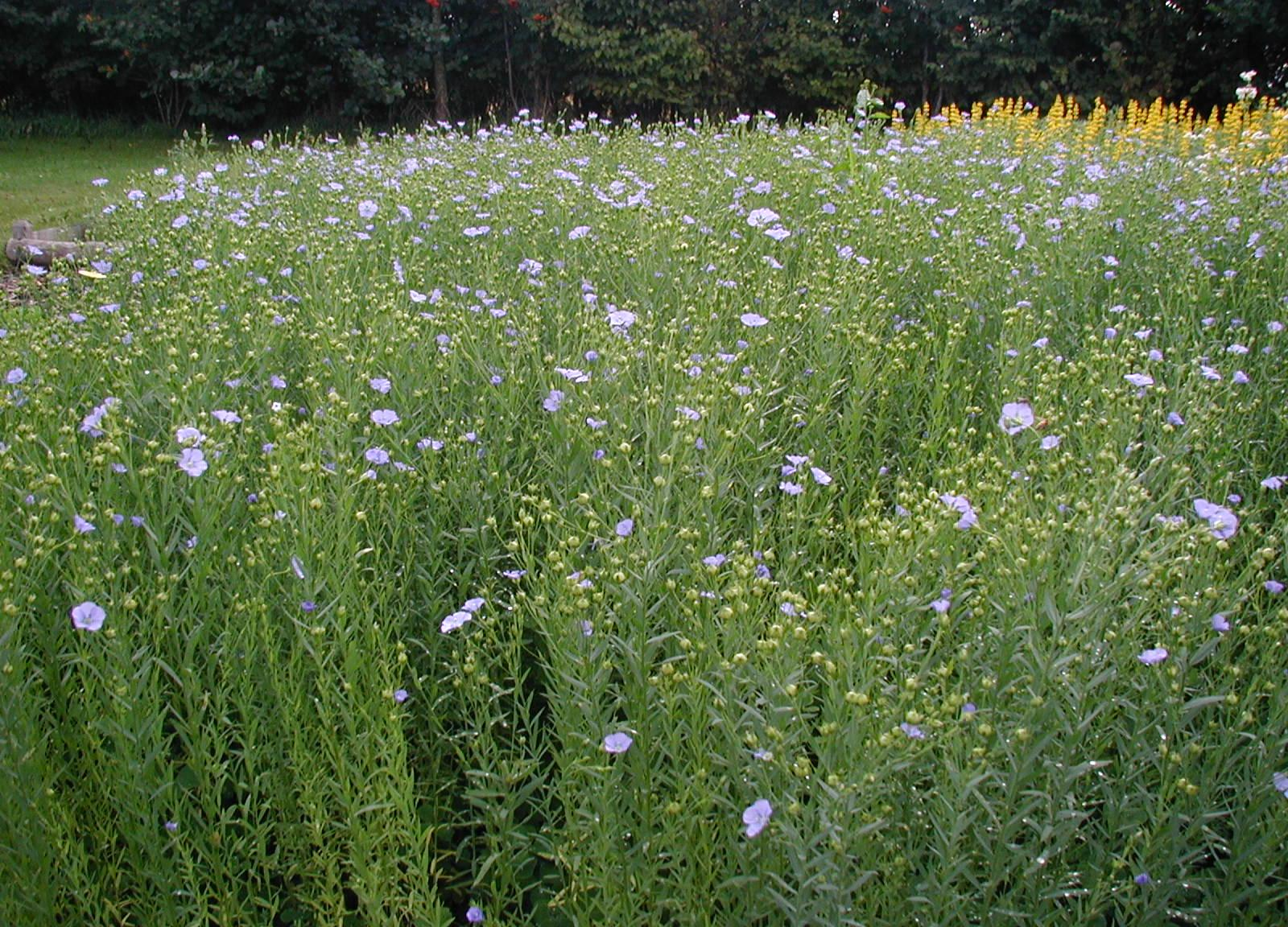
Blommande lin
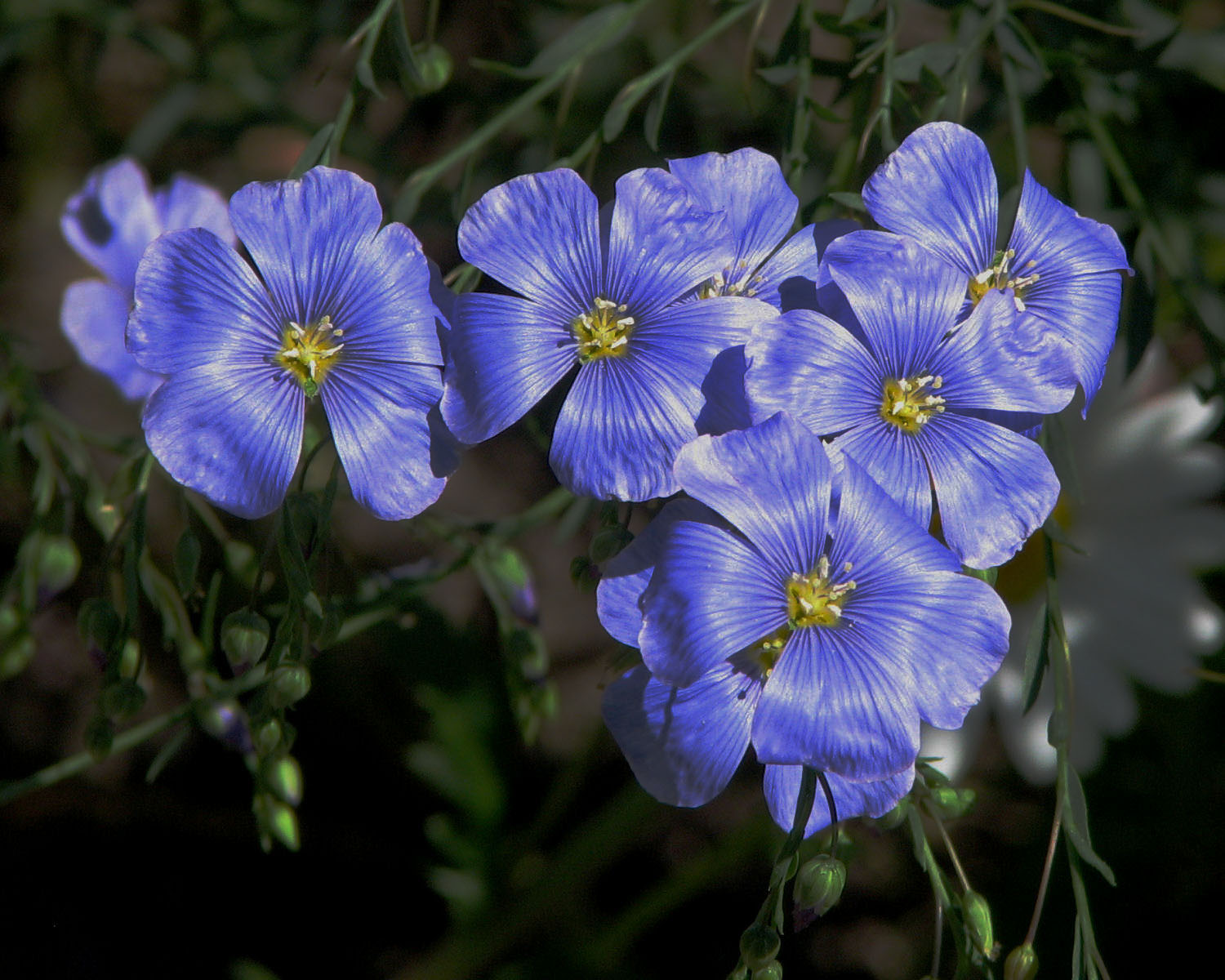
Linblommor
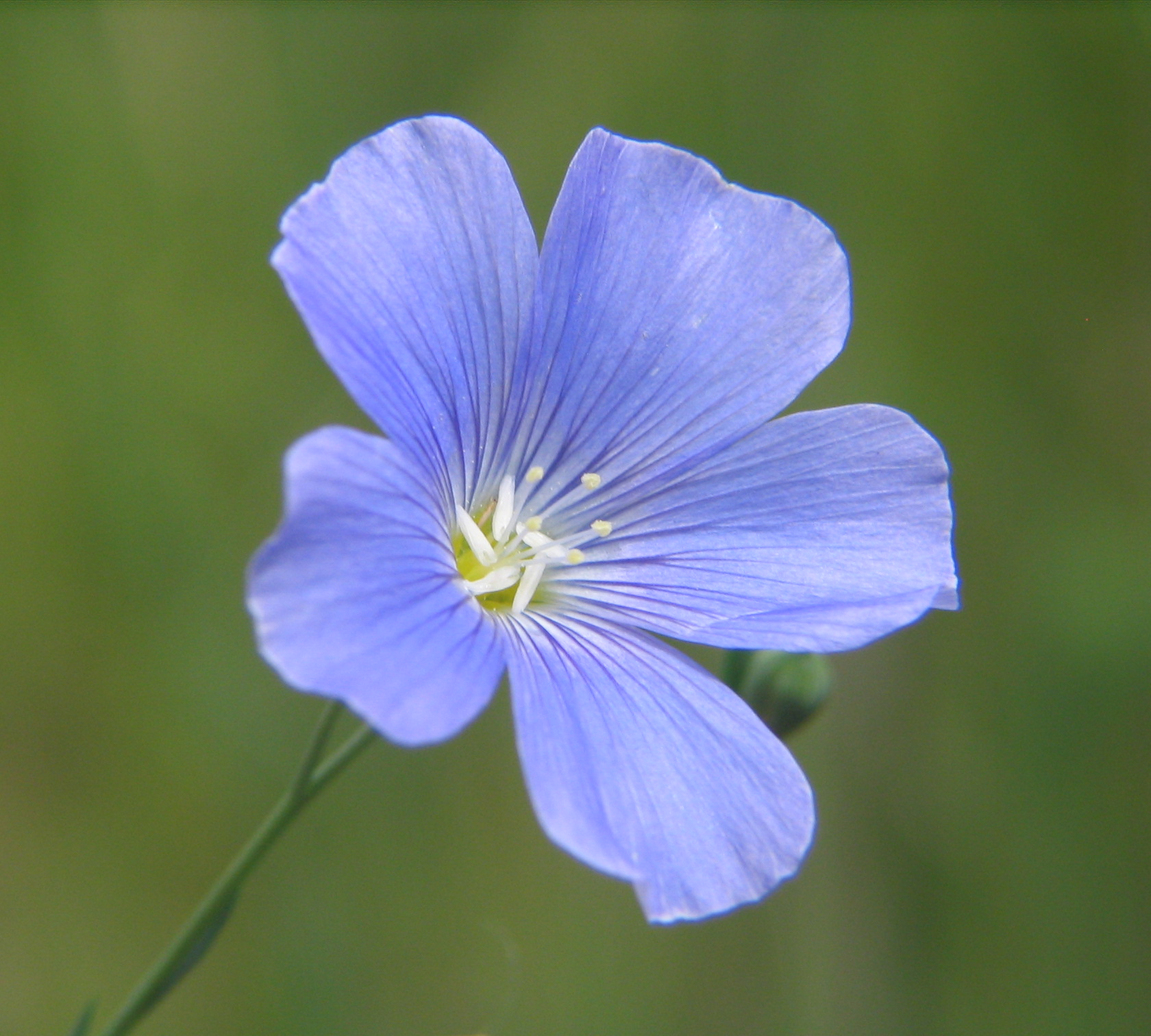
Linblomma
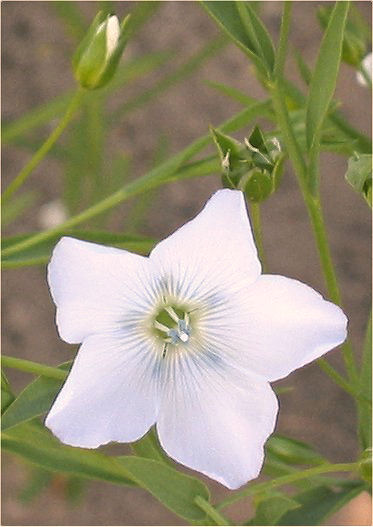
Finns även en vitblommande variant
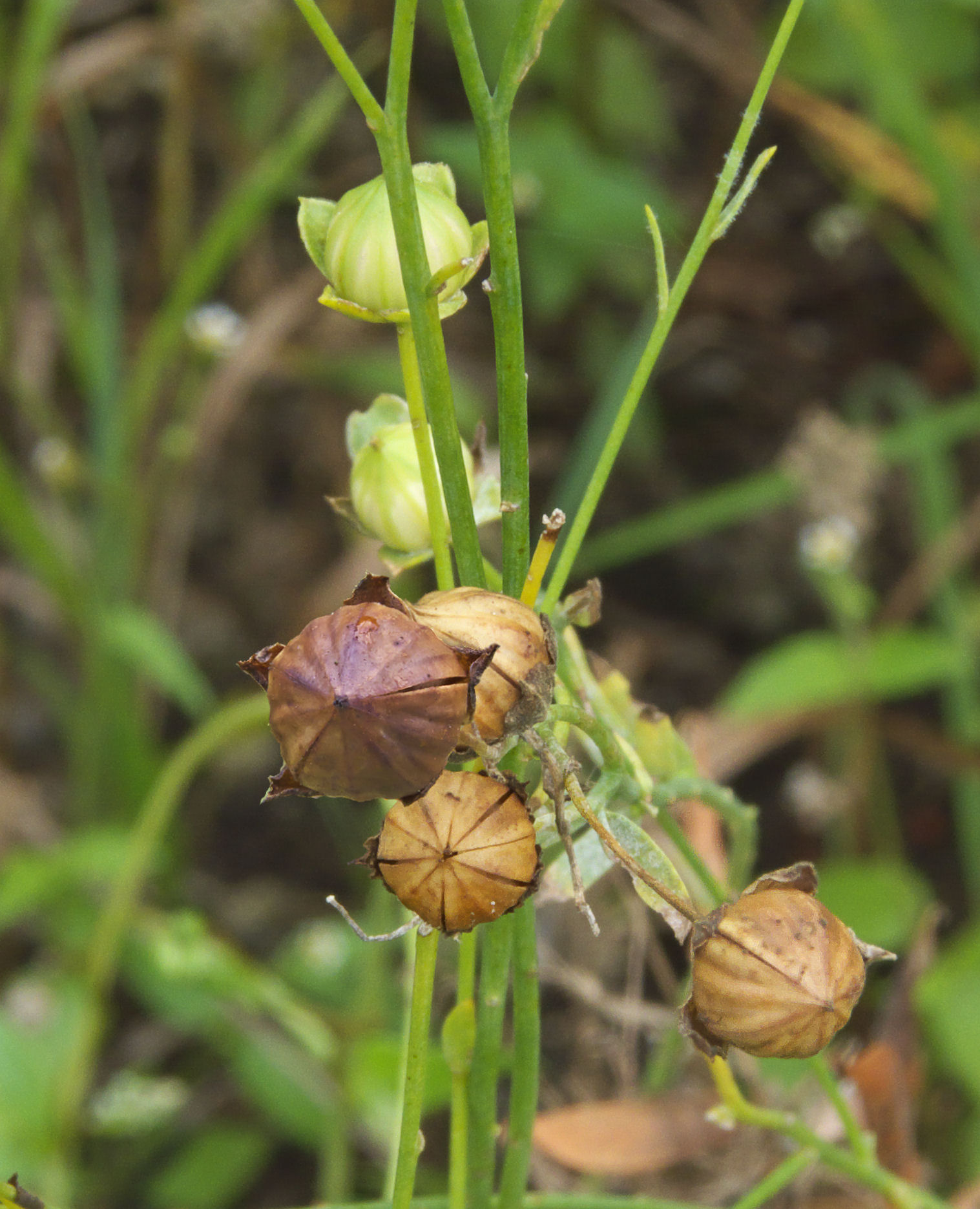
Lin som gått i frö (Kapslar)
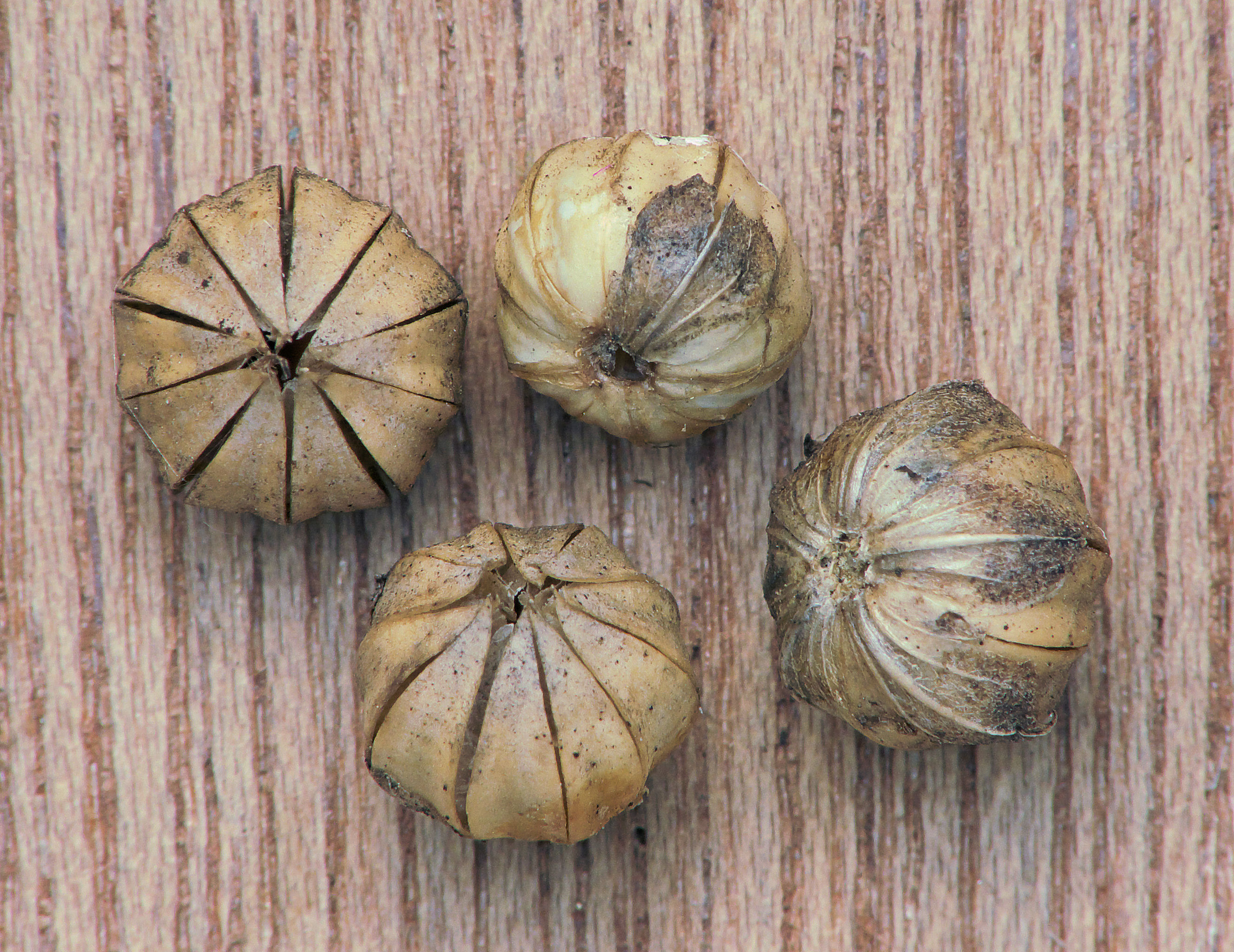
Frökapslar De två till höger har börjat spricka upp.
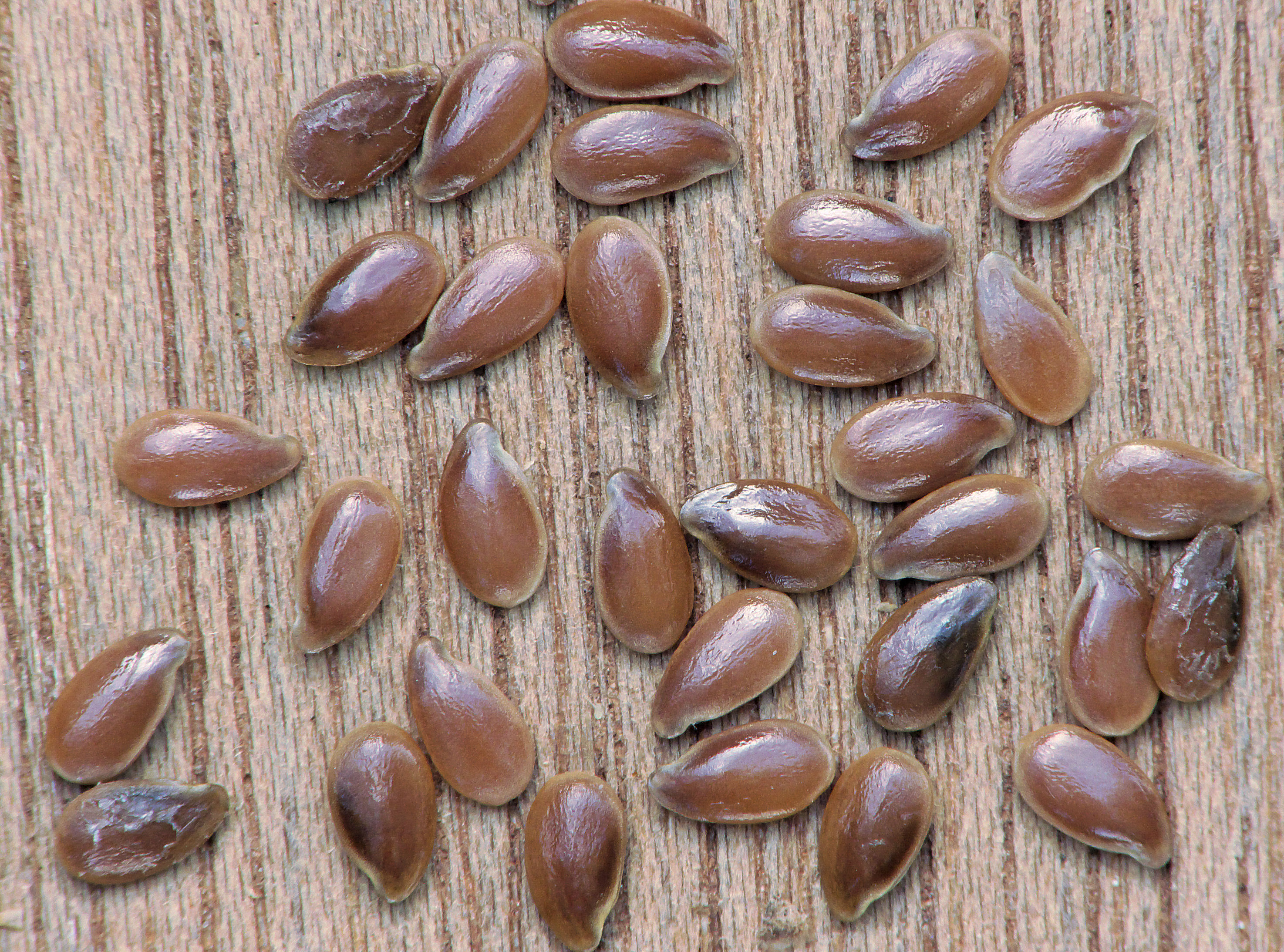
Linfrön Ett frö är ca 5 mm långt
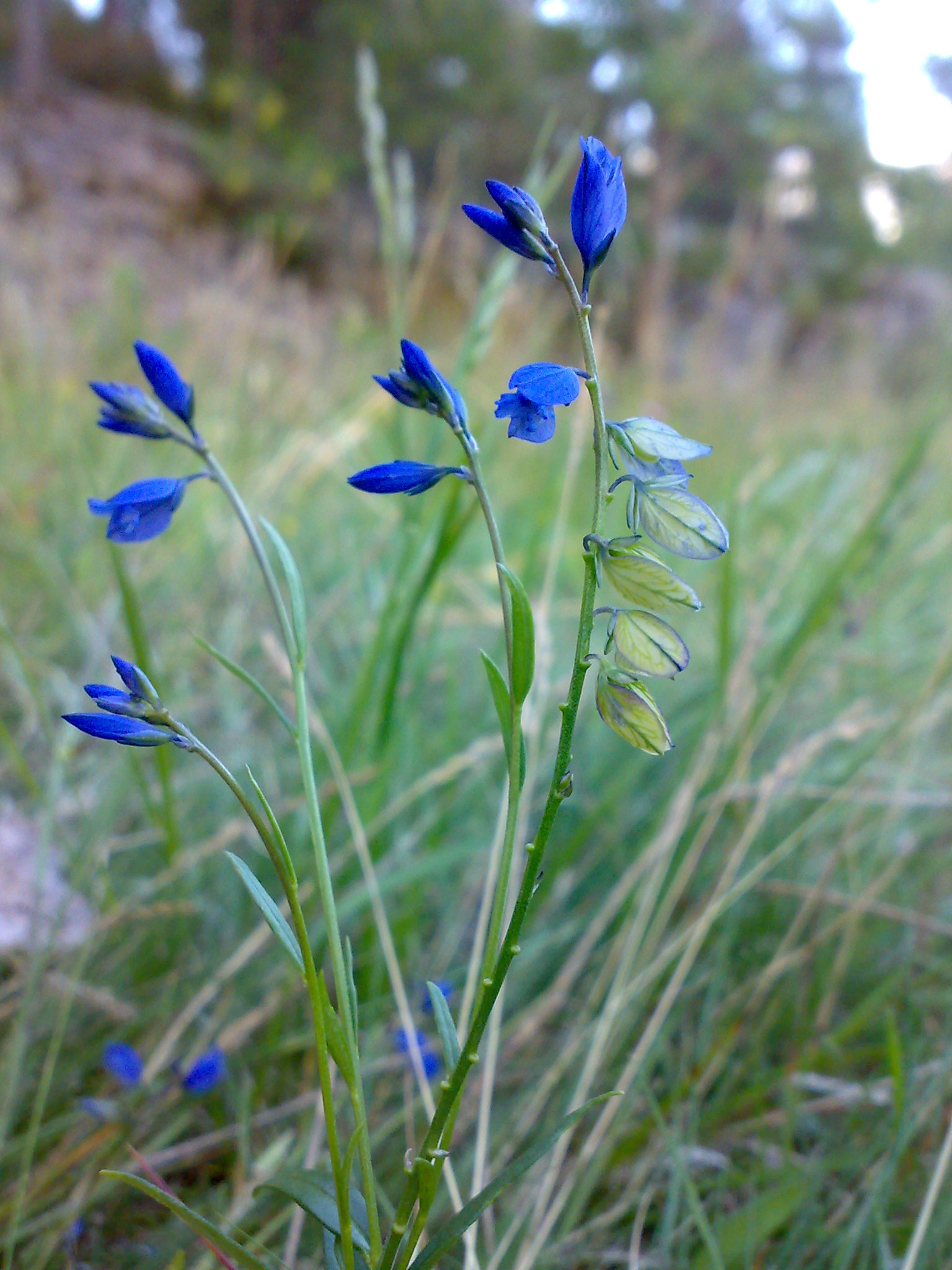
Jungfrulin Polygala vulgaris; bara liknar och är ej alls släkt med Linum usitatissimum, och duger ej till spånad
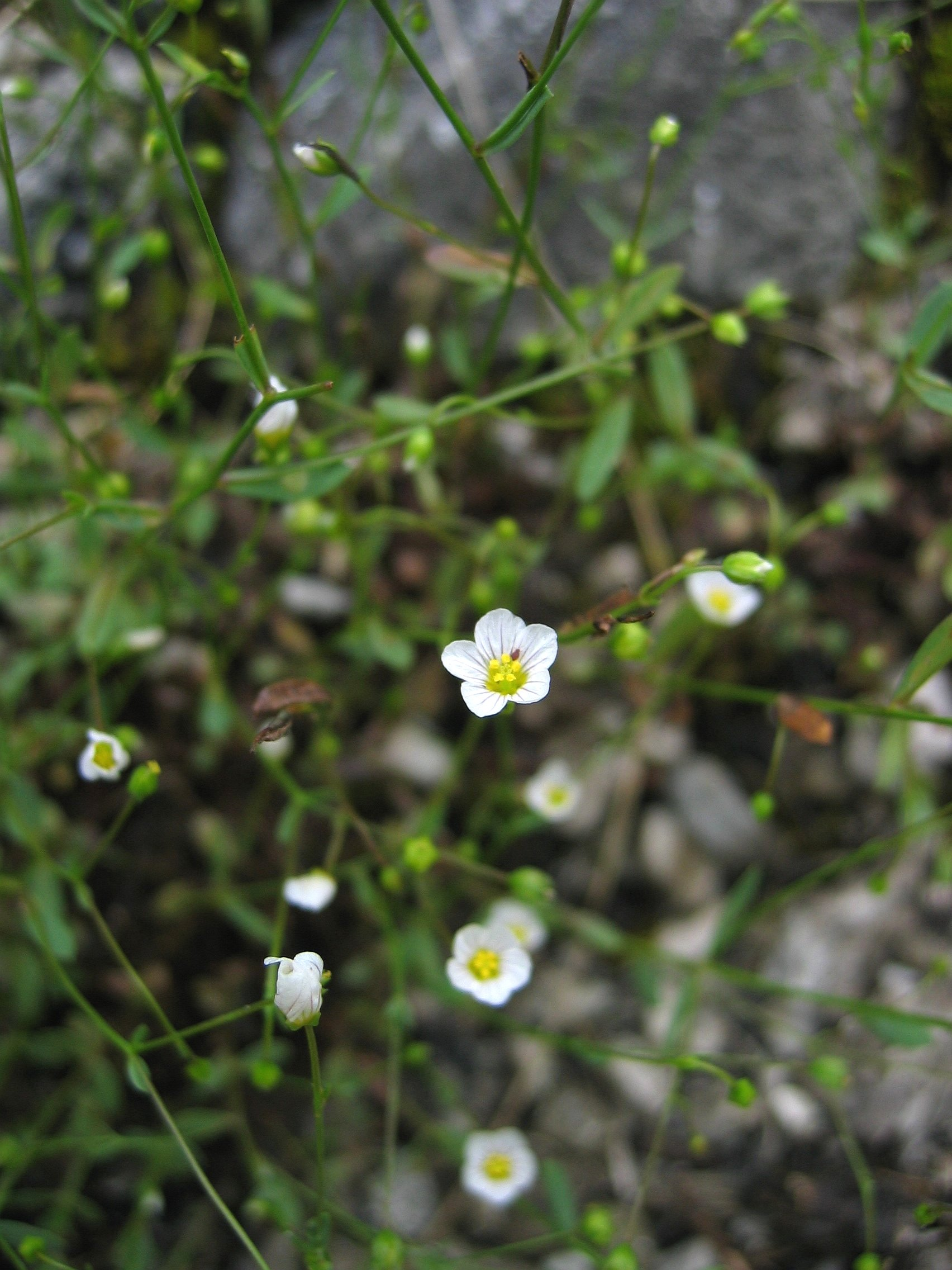
Vildlin Linum catharticum. Duger ej till spånad.